# Cándido López (cocinero)
Cándido López Sanz (Coca, 1 de diciembre de 1903-Segovia, 16 de agosto de 1992) fue un cocinero y mesonero español, propietario de un célebre restaurante en Segovia, el Mesón de Cándido. Se le otorgó el título de Mesonero Mayor de Castilla, título refrendado por el rey D. Juan Carlos I.
Trabajó desde su infancia como cocinero. Al hacerse propietario del Mesón del Azoguejo en 1931 se hace popular por cocinar el cochinillo asado, así como otros asados.

## Biografía

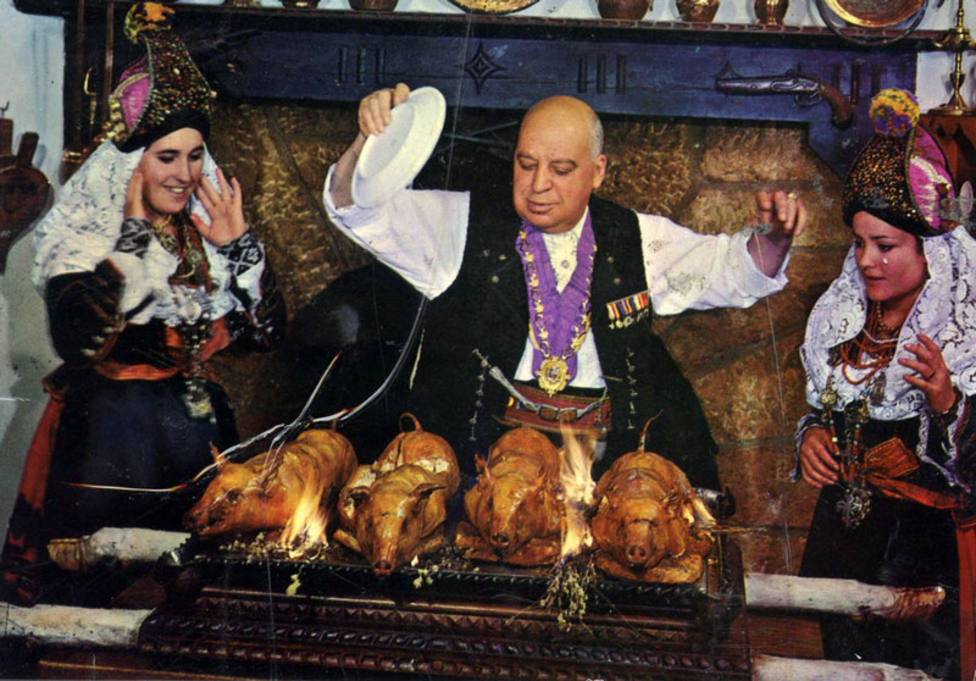
Cándido partiendo el cochinillo con el plato.

Nació Cándido en la población segoviana de Coca a comienzos del siglo xx y a la edad temprana de dos años se vio obligado a trasladarse con sus padres a la ciudad de Segovia, donde vivió en el número 2 de la calle del Mal Consejo. A temprana edad empezaría a realizar trabajos como cocinero en el Gran Café-Restaurante La Unión.
A los veintisiete años, Cándido se casó con Patrocinio, la hija de doña Micaela Casas, dueña del Mesón del Azoguejo. En 1931, en una "fecha memorable para la gastronomía española", según el marqués de Lozoya, Cándido se hace cargo del mesón. En 1941 (a los diez años de estar en su propiedad) el Mesón se incluye en el inventario de monumentos artísticos. 
Cándido fue el primer cocinero mediático de la historia, descubrió que la cocina y sus ritos entraban dentro del mundo del espectáculo y percibió que el sitio ideal para mostrarse era el "NODO". Cándido junto a Franco eran los personajes más vistos del "NODO" de la posguerra. Cándido logró hacer más por la ciudad de Segovia que todos los fondos de la Unión Europea, creando riqueza y dando un empaque culinario a la ciudad, convirtiendo sus hornos de asar en lugares de referencia.
En el centenario del nacimiento del genio segoviano un grupo de ilustres escritores y periodistas ensalzaron y celebraron la figura de este mítico personaje que monto un imperio a la sombra del Acueducto, ante la casa que mandara hacer Pedro de Cuellar, aposentador de Enrique IV de Castilla en el siglo XV.
El presidente de la Real Academia Española de Gastronomía, Rafael Anson, lo califica como uno de los personajes más populares en la historia de la gastronomía española de siempre, una increíble celebridad entre los años cincuenta y setenta "Nadie como el ha sintetizado la imagen de la Castilla culinaria".
El novelista Ramón Ayerra lo describe en bella prosa en un artículo titulado "Un hombre corpulento, en silencio y de blanco", recordándolo como un hombre corpulento, en silencio y de blanco, la gran cara muy blanca, enharinada, lunar y el labio colorado y grueso.
Cándido logró rescatar muchas recetas castellanas del olvido para refinarlas, elevarlas de rango y transformarlas en un reclamo turístico de su mesón segoviano. Gracias a su portentosa capacidad para las relaciones personales y a su carácter apacible y comunicativo, no solo se convirtió en el mesonero más famoso de España, sino en una de las figuras más populares e influyentes de la cocina española.

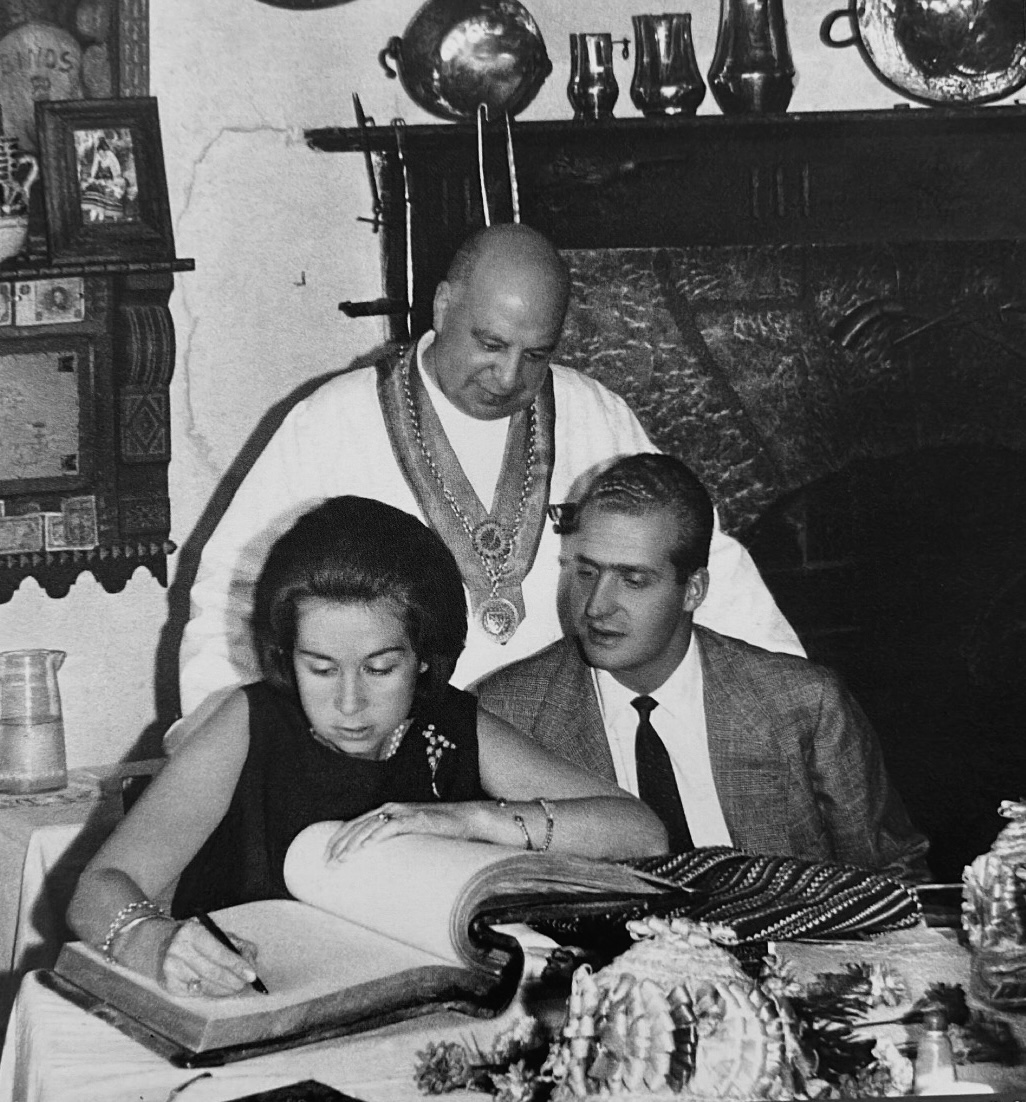
Cándido junto al Rey D. Juan Carlos I y junto a la Reina Sofía.

Fue un precursor de las corrientes renovadoras que entrarían en España a mediados de los setenta de la mano de Juan Mari Arzak, todo un profesional que convirtió en doctrina académica la técnica de asados al estilo castellano y se aplicó con extremo rigor a la selección de las materias primas.
Mucho antes de que en Francia se escucharan las voces de los pioneros de la "nouvelle cuisine", Cándido había pregonado el valor de la cocina de mercado y de los productos artesanos, ensalzando a golpes de tamboril y dulzaina las exquisiteces de sus tierras castellanas. Cuando se hablaba de corderos y cochinillos de calidades parecía presentir la amenaza de la controvertida globalización y de la progresiva perdida de identidad de los productos alimentarios.
La familia Real española también tuvo siempre verdadera devoción por Cándido, y visitar Segovia incluía para ellos el plan del día de sentarse en una de las mesas de sus salones.
Gracias a su trabajo promoviendo la cocina castellana, por crear una tradición como la de partir el cochinillo con un plato para demostrar el perfecto punto de asado del cochinillo y por el espectáculo del ritual que era (y es) que el plato luego quedaba hecho añicos al lanzarlo contra el suelo, y por mucho más, el 18 de octubre de 1953 se le concedió el título de Mesonero Mayor de Castilla por la cofradía de los doce apóstoles, título refrendado por el Rey D. Juan Carlos I.

Emotivo entierro de Cándido.

Cándido fallece el 16 de agosto de 1992 en Segovia. Se realizó un emotivo funeral por el centro de la ciudad, cruzando por la fachada del que había sido su hogar durante tantos años. 
El 10 de abril de 1996 se inaugura el monumento a Cándido en Segovia por el presidente de la Junta de Castilla y León D. Juan Lucas y el alcalde de Segovia D. Ramón Escobar, con la presencia de la familia Cándido.

## Premios
- Mesonero Mayor de Castilla
- Príncipe de la Gastronomía Española
- Alcázar de Oro de Segovia
- Medalla de Oro al Mérito en el Trabajo
- Medalla de Oro al Mérito en la Hostelería
- Medalla de Oro del Mérito al Turismo
- Medalla de Oro de la Federación Nacional de Restauradores
- Medalla de Oro de la CEOE (Confederación Española de Organizaciones Empresariales)
- Cruz Oficial del Mérito Civil
- Cruz del Mérito Civil de la República Italiana
- Caballero del Turismo de Castilla y León (Categoría Oro)
- Caballero de la Orden de Isabel la Católica
- Chevalier du Mérite Touristique (Francia)
- Miembro Perpetuo de la Academia Brillat Savarin de Lyon
- Primer Miembro de España de la Chaine Des Rotisseurs
- Título de Hijo Predilecto de la Ciudad de Segovia
- Título de Hijo Predilecto de la Villa de Coca
- Medalla de Plata del Excmo. Ayuntamiento de Madrid
- Monumento a Cándido en la Rotonda C. Puente de Sancti Spiritu
- Busto a Cándido en la Plaza del Azoguejo

## Libros
- La cocina de Cándido: Memorias del Mesonero Mayor de Castilla
- Yo, Cándido
- Cándido, Mesonero de leyenda
- La cocina española. 1970. Ed. Plaza y Janés. 606 pp.